# Stazione meteorologica di Firenze Monastero degli Angeli
La stazione meteorologica di Firenze Monastero degli Angeli è stata la prima stazione meteorologica della storia a Firenze e una delle prime stazioni meteorologiche mondiali di cui si abbia finora documentazione. La sua sede era presso l'omonimo complesso religioso.
Le prime osservazioni meteorologiche e registrazioni termometriche furono iniziate nel 1654, grazie anche alla volontà del granduca Ferdinando II de' Medici che portò alla creazione di una rete di stazioni di rilevamento che andò ad includere anche la prima stazione meteorologica di Vallombrosa e altre stazioni successivamente sorte in Toscana (Pisa e Cutigliano), in Italia (Bologna, Parma e Milano) e in Europa (Innsbruck, Varsavia e Parigi).
Le attuali documentazioni hanno riportato alla luce dati e osservazioni del Monastero degli Angeli fino al 1670.
Le registrazioni termometriche erano effettuate usando la scala 50 dei gradi fiorentini.
Le osservazioni termometriche si svolgevano ad intervalli non sempre regolari e ad orari talvolta diversi nei vari giorni e venivano effettuate grazie alla presenza di due termometri, uno boreale e uno australe: a causa dell'esposizione solare di quello australe, nelle ore diurne vengono ritenuti maggiormente congrui a quelli effettivi i dati termometrici rilevati dal termometro boreale.
Nelle tabelle originarie veniva segnalata, quando si verificava, l'eventuale esposizione dei termometri ai raggi solari nel momento in cui veniva effettuata l'osservazione meteorologica, a sua volta distinta in forte e debole esposizione: tale metodologia molto accurata e scrupolosa permette di distinguere in modo migliore i dati termometrici perturbati da sovrastima da quelli rilevati in condizioni più ottimali e maggiormente congrui alle condizioni effettive.
Le temperature massime e minime indicate non risultavano quelle effettivamente rilevate ma corrispondevano al valore superiore e inferiore tra le varie osservazioni effettuate nel corso di una specifica giornata.

## Temperature estreme mensili dal 1654 al 1670
Nella tabella sottostante sono riportate le temperature massime e minime assolute mensili, stagionali ed annuali dal 1654 al 1670, con il relativo anno in cui queste si sono registrate. La massima assoluta del periodo esaminato di +54,0 °C risale al settembre 1655 (si noti che è probabile che il record di massima sia sovrastimato, e in tal caso risulterebbero come record i +41,3 °C del 7 settembre 1655), mentre la minima assoluta di -8,6 °C è del gennaio 1665.
| Firenze Monastero degli Angeli (1654-1670) | Mesi             | Mesi                    | Mesi             | Mesi             | Mesi                                    | Mesi                                   | Mesi                         | Mesi             | Mesi            | Mesi              | Mesi              | Mesi              | Stagioni | Stagioni | Stagioni | Stagioni | Anno |
| Firenze Monastero degli Angeli (1654-1670) | Gen              | Feb                     | Mar              | Apr              | Mag                                     | Giu                                    | Lug                          | Ago              | Set             | Ott               | Nov               | Dic               | Inv      | Pri      | Est      | Aut      | Anno |
| ------------------------------------------ | ---------------- | ----------------------- | ---------------- | ---------------- | --------------------------------------- | -------------------------------------- | ---------------------------- | ---------------- | --------------- | ----------------- | ----------------- | ----------------- | -------- | -------- | -------- | -------- | ---- |
| T. max. assoluta (°C)                      | 16,5 (1/1/1669)  | 21,8 (25/2/1660)        | 21,4 (30/3/1663) | 29,3 (29/4/1660) | 30,0 (20/5/1657, 27/5/1660 e 22/5/1668) | 35,3 (7/6/1657, 16/6/1665 e 13/6/1666) | 37,5 (31/7/1666 e 19/7/1669) | 38,6 (19/8/1659) | 54,0 (3/9/1655) | 34,4 (21/10/1665) | 24,8 (3/11/1659)  | 16,9 (4/12/1657)  | 21,8     | 30,0     | 38,6     | 54,0     | 54,0 |
| T. min. assoluta (°C)                      | −8,6 (19/1/1665) | −3,8 (6, 8 e 10/2/1658) | −4,5 (6/3/1669)  | 2,3 (19/4/1655)  | 5,3 (1/5/1665)                          | 2,3 (15/6/1660)                        | 11,6 (3/7/1665)              | 13,9 (30/8/1668) | 4,9 (21/9/1655) | 3,8 (31/10/1657)  | −2,3 (29/11/1666) | −5,3 (25/12/1669) | −8,6     | −4,5     | 2,3      | −2,3     | −8,6 |